# Krašić
Krašić är en ort i centrala Kroatien. Krašić har drygt 3 000 invånare och ligger i Zagrebs län. Krašić är mest känd för att vara den saligförklarade kardinalen Alojzije Stepinac födelseort.

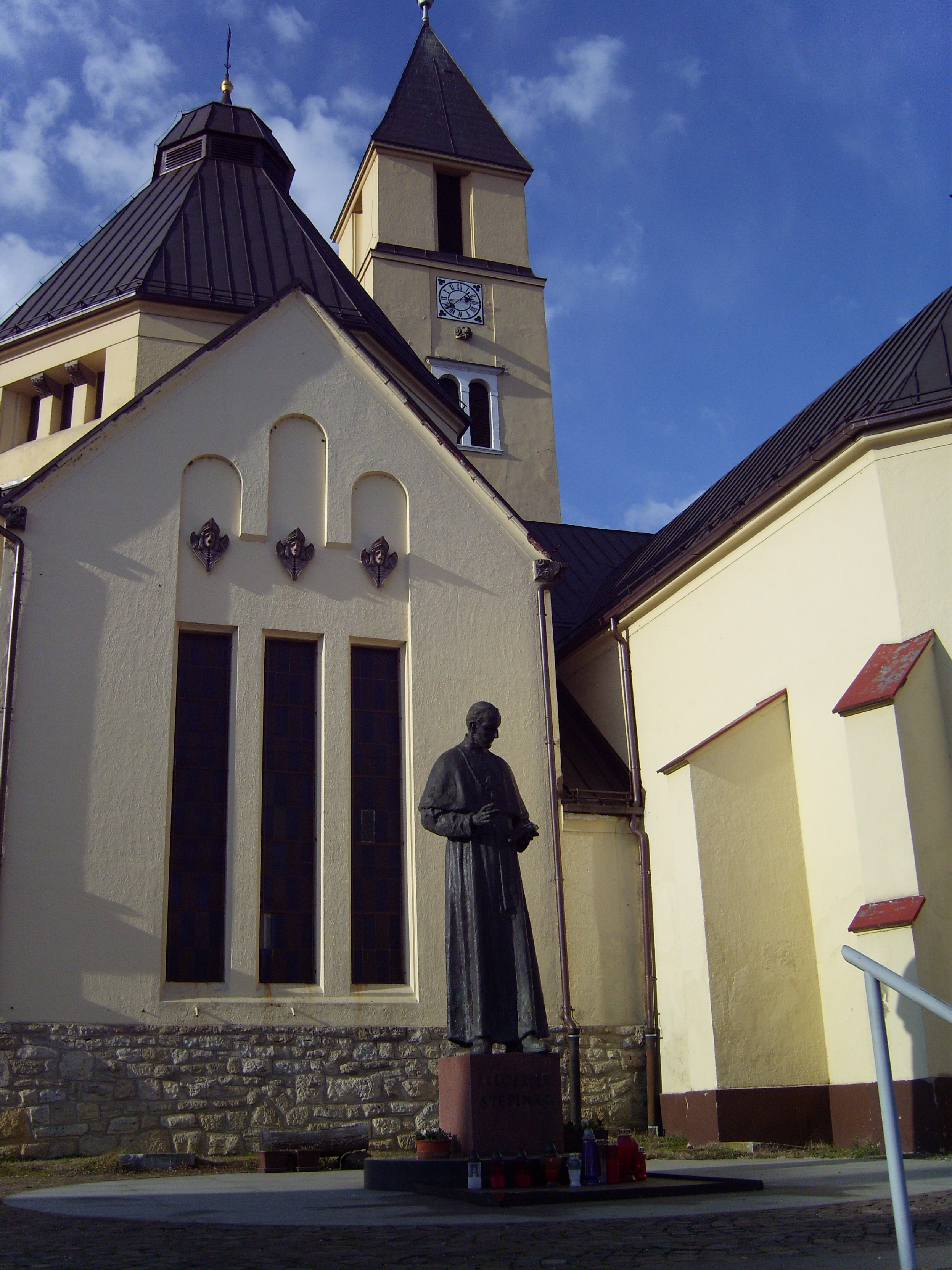
Kyrkan i Krašić.